# ドラキュラ・ウィドー
『ドラキュラ・ウィドー』（原題：Dracula's Widow）は、1988年に公開されたアメリカ映画。
本作は、ドラキュラの妻ヴァネッサが現代によみがえり、夫に似た人物と恋に落ちる物語である。

## キャスト
- シルビア・クリステル
- レニー・フォン・ドーレン
- ジョセフ・ソマー
- ジョージ・ストーヴァー
- マーク・コッポラ
- ステファン・シュナベル
- レイチェル・ジョーンズ